# 挪威的森林（这只鸟已飞走）
《挪威的木材（这只鸟已飞走）》（英語：Norwegian Wood (This Bird Has Flown)，通常简称为“Norwegian Wood”）是一首披头士乐队的歌曲，主要由约翰·列侬所作，过门部分与保罗·麦卡特尼合写，收录于1965年的专辑《Rubber Soul》中。这是第一首使用锡塔琴的摇滚乐队歌曲，由乐队主音吉他手乔治·哈里森弹奏。日本作家村上春树在1987年出版的畅销小说《挪威的森林》的书名来源于这首歌，在书中也多次提及。

## 名稱誤譯
歌名中的 wood 在英语中有“木材”及“森林”之義。Norwegian Wood 由歌詞中，「她帶我到她的房間，那不是很棒嗎？是挪威的木頭。」（She showed me her room, Isn't it good, Norwegian wood?），可以知道這指的氣味是「挪威木料」，可能是以挪威木材製作的傢俱，或是以挪威木材製作的房間裝潢。挪威木指的是松木，是一種當時常見的廉價木頭，自挪威進口。當時英國工人家庭中，喜歡用這種木頭製作家俱，或是作為房間建材、裝潢。約翰·藍儂在寫作這首歌時，將歐洲人熟悉的廉價挪威木背景，當成是偷情的暗喻。在日譯歌詞時，歌名誤譯為「挪威的森林」，這個譯法傳播到中國大陸及台灣等地，在東亞成了獨特的賞析。

## 注脚